# Sołectwo
Sołectwo [sɔˈwɛt͡stfɔ] är i Polen en administrativ term för en kommundel i Polens landskommuner (gmina wiejska). Årsskiftet 2009/2010 fanns sammanlagt 40 461 sådana kommundelar i Polens kommuner. En sołectwo (från polskans sołtys, "byfogde" eller "byäldste") omfattar vanligen en eller flera byar och leds av en sołtys som ordförande för ett rada sołecka ("byråd") som väljs direkt av invånarna i kommundelen. En röd skylt med texten sołtys utmärker dennes hus.
En sołectwo har endast de befogenheter som delegerats av primärkommunen, och utgör till skillnad från denna inte en juridisk person. En kommun beslutar själv om denna underindelning.
Uppgifter som tillkommer en kommundel omfattar bland annat:
- samarbete med lokala organisationer.
- familje- och kulturfrämjande aktiviteter.
- organisation av fritidsverksamhet för barn och ungdomar.
- åtgärder för säkerhet och allmän ordning.
- samarbete med ansvariga myndigheter för hygien, brandskydd och säkerhet.
- beslut omkring användning av kommunal egendom på kommundelens område.
- fastställning av inriktning, omfång och utförande av kommunala uppgifter.
- underhåll av kommunal egendom.

Kommundelarna medverkar även vid beslut kring kommunens lokala utvecklingsplaner, investeringar, reparation och underhåll av offentlig infrastruktur.
I städer kallas motsvarande kommundelar dzielnica ("stadsdelsområde") eller osiedle ("bostadsområde").